# Leskovec
Leskovec (in tedesco Leskawetz) è un comune della Repubblica Ceca facente parte del distretto di Vsetín, nella regione di Zlín.